# زیره (باکو)
زیره (به لاتین: Zirə) یک منطقه مسکونی در جمهوری آذربایجان است که از توابع شهر باکو به شمار می‌رود. زیره ۱۱۰۵۳ نفر جمعیت دارد.